# Immigration and Nationality Act of 1965

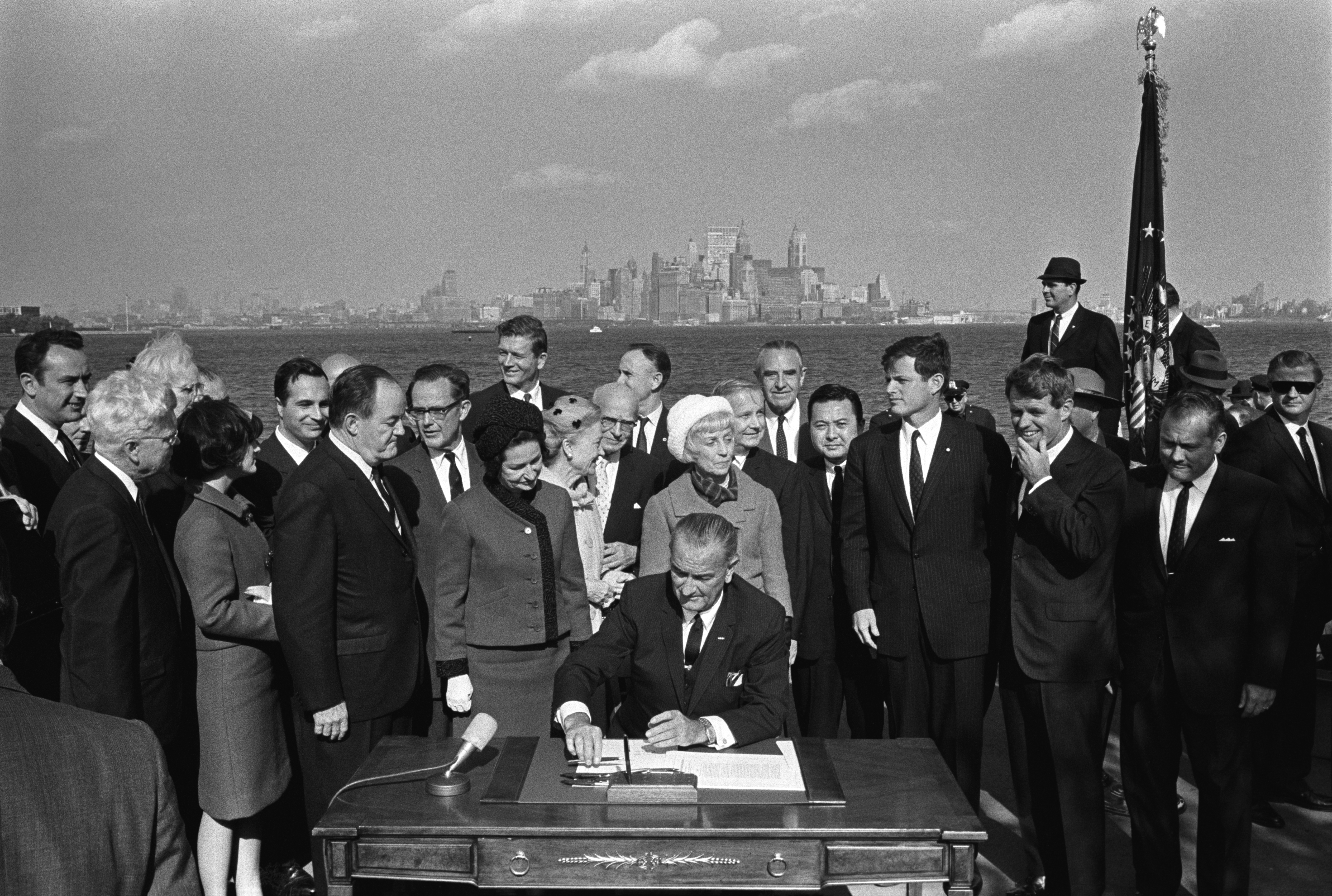
Lyndon B. Johnson signant le Immigration and Nationality Act of 1965 à Liberty Island, en octobre 1965. Autour de lui se trouvent Hubert Humphrey, Lady Bird Johnson, Muriel Humphrey Brown, Edward Moore Kennedy et Robert Francis Kennedy.

L'Immigration and Nationality Act of 1965 (Loi de 1965 sur l'immigration et la nationalité) est une loi adoptée en 1965, pendant le Mouvement américain des droits civiques aux États-Unis, sous la présidence de Lyndon B. Johnson. Cette loi abolit l'ancien système de quotas qui répartissait inégalement les visas d'immigrant en fonction de leur origine nationale, en vigueur depuis la loi d'immigration Johnson-Reed de 1924. 
L'Immigration and Nationality Act interdit explicitement la discrimination ― fondée sur la race, le sexe, la nationalité, le lieu de naissance ou le lieu de résidence ― dans les décisions du gouvernement américain de délivrer des visas. 
Celle loi fut proposée par Emmanuel Celler, avec le soutien du démocrate Edward Moore Kennedy. Dans les faits, la loi instaura une limitation annuelle du nombre de visas accordés à l'Hémisphère Est à 170 000, avec un maximum de 20 000 par pays dudit hémisphère. À partir de 1968, l'Hémisphère occidental obtint à son tour un quota de 120 000 immigrés, sur la base d'un système de « premier arrivé, premier servi ». 
En outre, elle met en place un nouveau système de préférence, basé sur le statut professionnel et le regroupement familial. Ce dernier n'étant pas soumis à un système de quotas, toute personne titulaire d'un visa pouvait rejoindre les États-Unis avec sa famille. 
Pour la première fois, cependant, cette loi restreint l'immigration en provenance d'autres pays du continent américain.